# Двора Барон
Двора Барон (івр. דבורה בארון; 27 листопада 1887, Узда, Російська імперія — 20 серпня 1956, Тель-Авів, Ізраїль) — ізраїльська письменниця, відома тим, що писала сучасним івритом та зробила кар'єру як івритомовна авторка. Її називали «першою письменницею сучасним івритом». Написала близько 80 оповідань та повість під назвою «Вигнанці» (івр. הגולים). Крім того, вона перекладала літературу на сучасний іврит, зокрема «Пані Боварі» Гюстава Флобера.

## Ранні роки

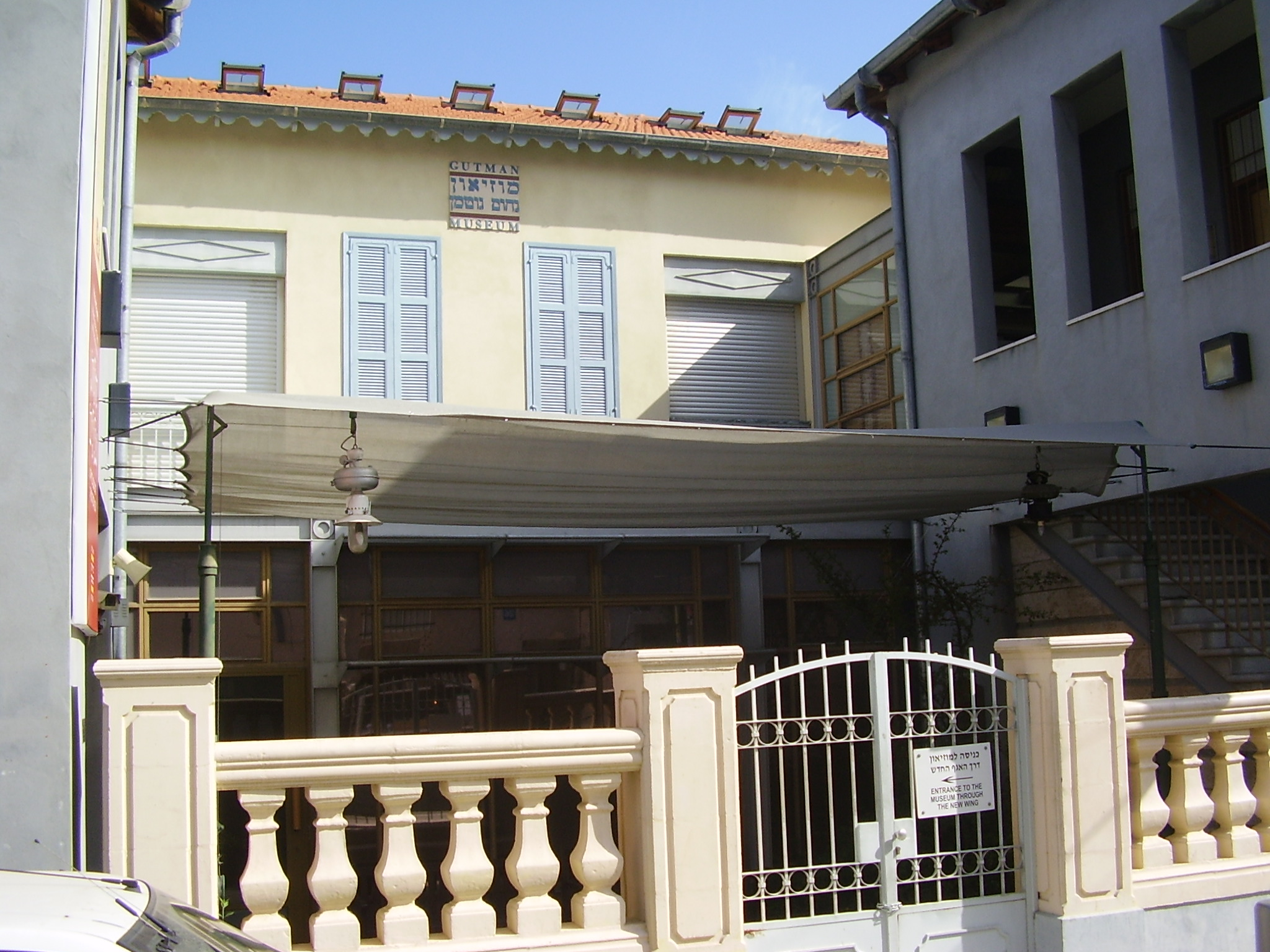
Будинок у Неве Цедек, де жила Двора з чоловіком. Тепер — музей Нахмана Ґутмана

Барон народилася в Узді, приблизно за 50 кілометрів від Мінська, який тоді входив до складу Російської імперії. Її батько, рабин, дозволив їй відвідувати ті самі уроки івриту, що й хлопцям, що було винятково для того часу, хоча їй і доводилося сидіти в закритій жіночій зоні синагоги. Крім того, і знову ж незвично для дівчаток того часу, вона закінчила середню школу й отримала право викладати в 1907 році. Свої перші оповідання Барон опублікувала 1902 року, в 14-річному віці, в івритомовній газеті «Га-Меліц» (івр. המליץ, укр. Тлумач), редактором якої тоді був Леон Рабіновіч (івр. לאון רבינוביץ). Вона була єдиною жінкою на світлині письменників на їдиші з Вільно 1909 року, коли там гостював Менделе Мойхер-Сфорім, але її нема на тогочасному фото з Менделе письменників на івриті з Вільно, бо вони відмовилися позувати з нею разом.
Була заручена з письменником Моше Бен-Еліезером (івр. משה בן-אליעזר), але він згодом розірвав заручини.

## Еміграція та життя в Палестині

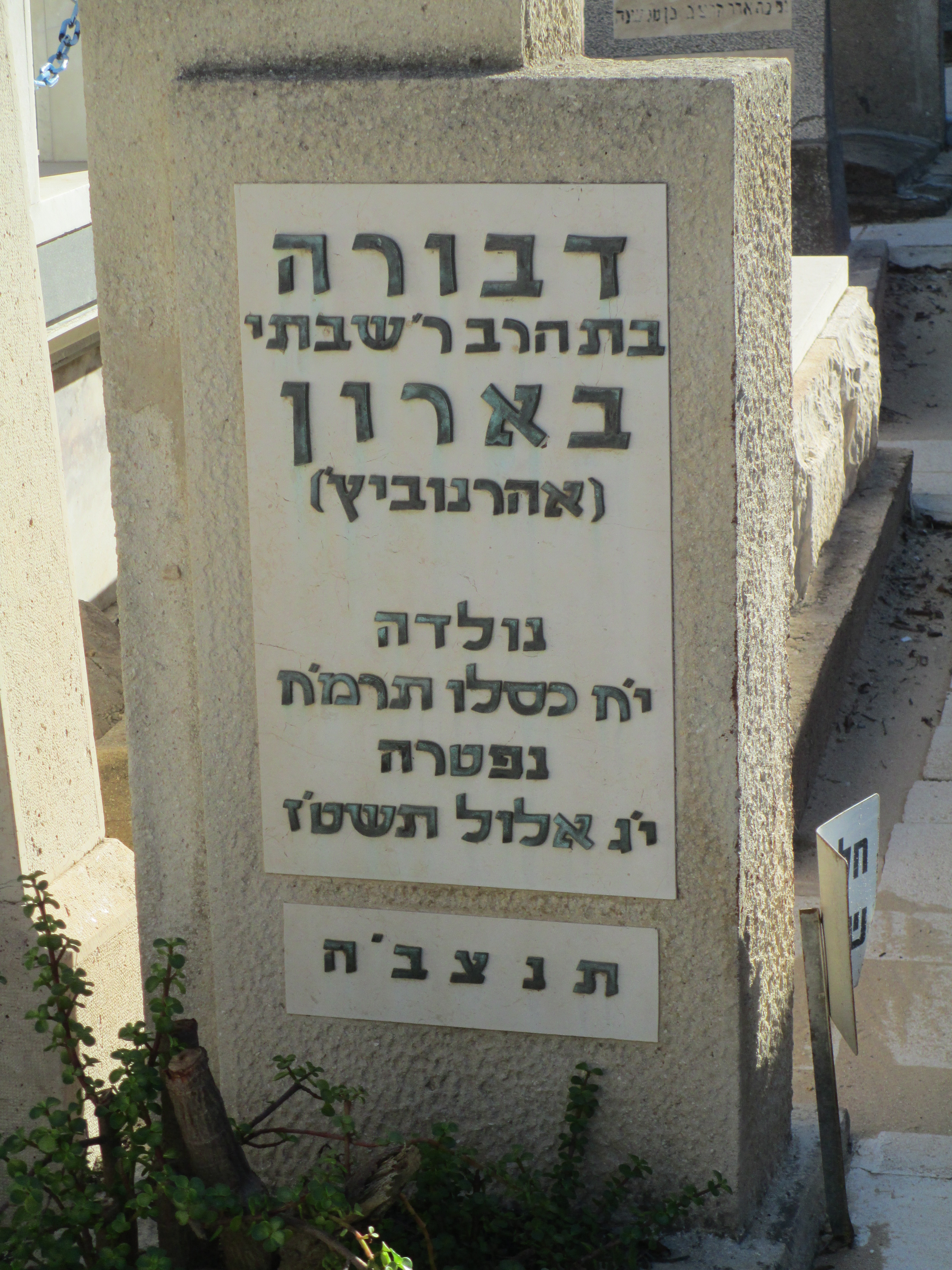
Могила Двори Барон на кладовищі Трумпельдор, Тель-Авів

1910 року, після смерті батька, а згодом знищення її села в результаті погрому, Двора виїхала до Палестини, оселившись у Неве Цедек, поселенні за межами Яффи, яке з 1909 року стало частиною нового міста Тель-Авів. У Палестині вона стала літературною редакторкою сіоністсько-соціалістичного журналу «Га-Поель га-Цаїр» (івр. הפועל הצעיר, укр. Молодий робітник). Незабаром вона вийшла заміж за редактора, сіоністського активіста Йосефа Агароновіча (івр. יוסף אהרונוביץ'). 1915 року їх, разом із іншими євреями Палестини, османський уряд депортував до Єгипту але вони повернулися з встановленням Британського мандату після Першої світової війни. 1922 року Барон та її чоловік пішли з журналу. Вона усамітнилася, залишаючись у своєму будинку до своєї смерті 20 серпня 1956 року.

## Твори івритом

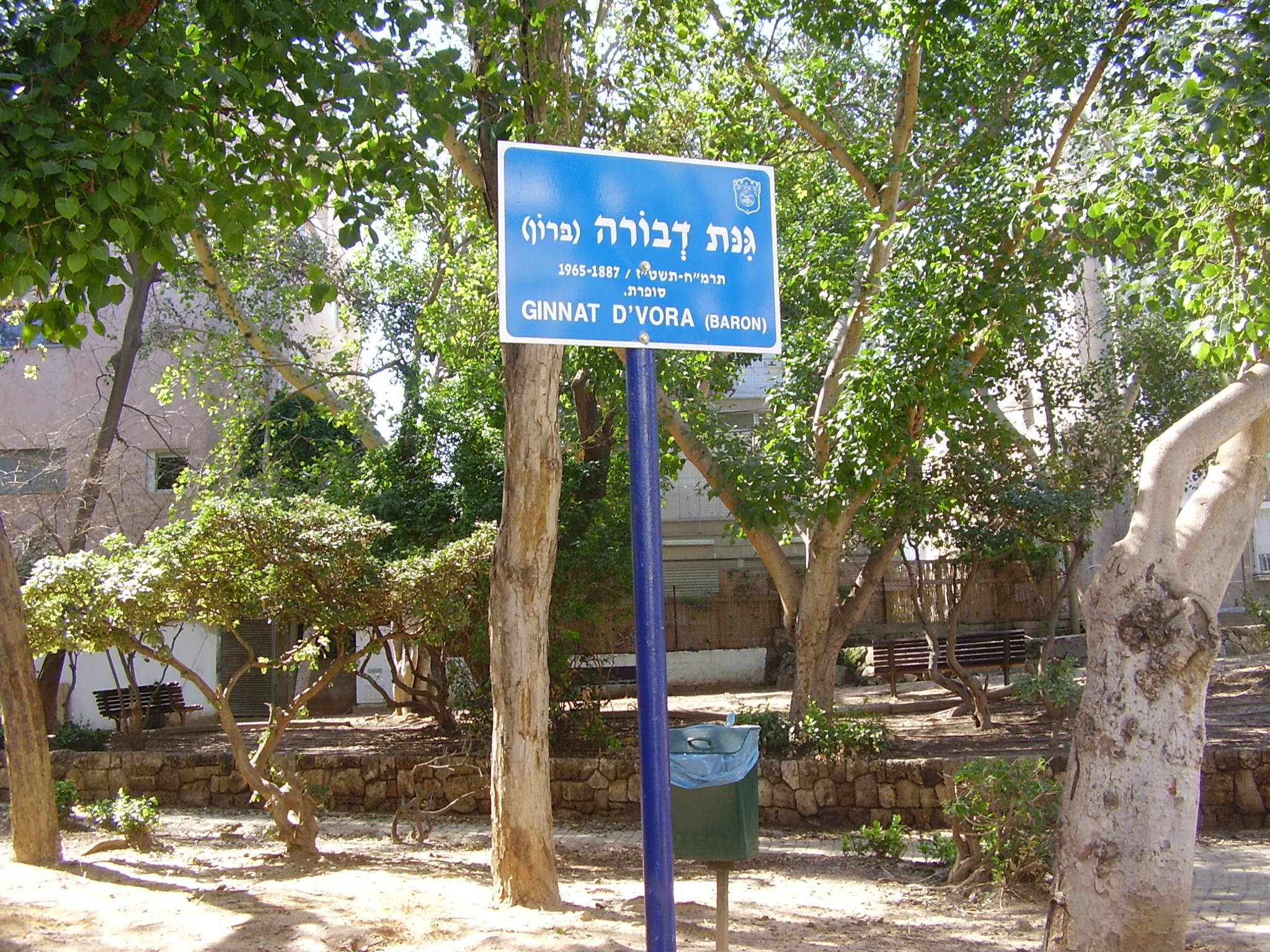
Сад імені Двори Барон в Тель-Авіві

Двора була першою лауреаткою премії Бялика за літературу. Пізніше їй також присудили премію Рупіна (1944) та премію Бреннера за літературу (1951).
Її творчість можна розділити на два періоди — коли вона була активною, навіть сміливою молодою жінкою, а потім — усамітненою, і, схоже, пасивною жінкою.
Під час пасивної фази, коли вона хворіла і залежала від інших,  вона називала деякі свої попередні оповіді «шматтям». «Усамітнення» не було перебільшенням: вона вирішила «не ступити й кроку з будинку», навіть не пішла на похорони свого чоловіка, хоча один очевидець повідомив: «Я бачив, як вона спустилася на три сходинки і повернулася до свого будинку». У цей період усамітнення вона продовжувала писати, складаючи «масив оповідань, що зображують світ, який видно через вікно кімнати інваліда» («Бе-Лев га-Керах», в «Парашійот»)". Рахель Шазар зазначила, що її оповідання, «оживлені глибоким співпереживанням слабким і невинним», відображають глибоке знання: «жодна інша письменниця в Ізраїлі не була так добре знайома з джерелами іудаїзму, як Двора Барон».
Протягом цієї частини свого життя вона також зробила декілька важливих літературних перекладів на іврит, зокрема «Пані Боварі» Гюстава Флобера. Хоча вона була частиною сіоністського руху, вона багато писала про сільське життя в штетлах Литви, «іноді в майже поетичних тонах».

## Твори Двори Барон
- «Сіпурім»/«Оповідання» (івр. סיפורים) (Давар, 1927)
- «Ґеніза» (івр. גניזה) (Оманут, 1930)
- «Кетанот»/«Маленькі» (івр. קטנות) (Оманут, 1933)
- «Ма ше-Гая»/«Що відбулося» (івр. מה שהיה) (Давар, 1939)
- «Ле-ат ата»/«На зараз» (івр. לעת עתה) (Ам Овед, 1943)
- «Мі-Шам»/«Звідти» (івр. משם) (Ам Овед, 1946)
- «Га-Лабан» (івр. הלבּן) (Ам Овед, 1947)
- «Шаврірім» (івр. שברירים) (Ам Овед, 1949)
- «Паршійот» (івр. פרשיות) (Інститут Бялика, 1951)
- «Хулійот» (івр. חוליות) (Ам Овед, 1953)
- «Ме-Емеш»/«З учора» (івр. מאמש) (Ам Овед, 1955)
- «Аґав ореха» (івр. אגב אורחה) (Сіфріят Поалім, 1960)
- «Га-Ґолім» (івр. הגולים) (Ам Овед, 1970)
- «Шлоша сіпурім» (івр. שלושה סיפורים) (Світова організація сіоністів, 1975)
- «Крівот Ве-Сіпурім Ахерім» (івр. כריתות וסיפורים אחרים) (Ам Овед, 1997)
- «Фрадель/Шіфра» (івр. פראדל/שפרה) (Бабель, 2001)

Також переклади на іврит, зокрема «Пані Боварі» Гюстава Флобера.

## Праці про Двору Барон та її твори
- Aharonovitz, Zipporah. By the Way (in Hebrew). Merhavyah: 1961. (Biography by her daughter)
- Bernstein, Marc. 2001. «Midrashj and marginality: The ‘Agunot of S. Y. Agnon and Devorah Baron.» Hebrew Studies 42: 7-58. doi:10.1353/hbr.2001.0017
- Baram, Einat Eshel. 2011. «Outline of a Gender Conflict: Notes on an Early Story by Dvora Baron.» Women in Judaism: A Multidisciplinary Journal 8.2. online [Архівовано 8 квітня 2018 у Wayback Machine.]
- Govrin, Nurit. Ha-Maḥatsit ha-ri'shonah [Early chapters]: Devorah Baron (in Hebrew). Jerusalem: Mosad Byaliḳ, 1988.
- Jelen, Sheila. Intimations of Difference: Dvora Baron in the Modern Hebrew Renaissance. Syracuse: Syracuse University Press, 2007.
- Jelen, Sheila and Shachar Pinsker, eds. Hebrew, Gender, and Modernity: Critical responses to Dvora Baron's fiction (Studies and texts in Jewish history and culture, 14). Bethesda, MD: University Press of Maryland, 2007.
- Lieblich, Amia. Conversations with Dvora: An Experimental Biography of the First Modern Hebrew Woman Writer. Berkeley, CA: University of California Press, 1997.
- Lieblich, Amia. Embroideries: Conversations with Devorah Baron (in Hebrew). Jerusalem: Shoken, 1991.
- Pagis, Ada, ed. Devorah Baron: Mivḥar ma'amare bikoret ‘al yetsiratah (in Hebrew). Tel Aviv: ʻAm ʻoved, 1974.
- Seidman, Naomi. A Marriage Made in Heaven: The Sexual Politics of Hebrew and Yiddish. Berkeley, CA: University of California Press, 1997.
- Zierler, Wendy. 1999. «In What World? Devorah Baron's Fiction of Exile.» Prooftexts 19: 127—150.